# Khadijeh Saqafi
Khadijeh Saqafi (biệt danh Quds của Iran) (1913 – 21 tháng 3 năm 2009) là vợ của Ruhollah Khomeini, lãnh đạo cuộc Cách mạng Iran năm 1979.

## Tiểu sử
Saqafi là con gái của Hajj Mirza Tehrani, một giáo sĩ được dân Iran kính nể.
Saqafi kết hôn với Ruhollah Khomeini năm 1929, khi bà 16 tuổi. Bà và Khomeini có 7 người con nhưng chỉ có năm người còn sống. Con trai bà – Mostafa, qua đời ở Iraq năm 1977, trong khi con trai thứ hai, Ahmad, chết vì ngừng tim vào năm 1995 ở tuổi 50.
Saqafi, người phần lớn ở ngoài tầm nhìn của công chúng Iran, đã được mô tả là một người ủng hộ mạnh mẽ đối với sự phản đối của chồng bà đối với Shah của Iran. Cựu Tổng thống Iran Akbar Hashemi Rafsanjani, gọi Saqafi là người ủng hộ "gần gũi nhất và kiên nhẫn nhất" cho chồng bà.

## Qua đời
Saqafi qua đời ngày 21 tháng 3 năm 2009 tại Tehran sau một thời gian dài bệnh tật ở tuổi 96. Hàng ngàn người tham dự đám tang của bà, bao gồm cả  Lãnh đạo tối cao Iran Ali Khamenei và tổng thống lúc đó là Mahmoud Ahmadinejad. Saqafi. Saqafi được chôn bên cạnh chồng bà tại lăng mộ của ông ở lăng mộ ở Behesht-e Zahra.